# Германия на «Евровидении-1972»
Германия принимала участие в Евровидении 1972, проходившем в Эдинбурге, Великобритания. На конкурсе её представляла, Мэри Рус с песней «Nur die Liebe läßt uns leben», выступавшая под номером 1. В этом году, как и в прошлом, страна заняла 3-е место, получив 107 баллов. Комментаторами конкурса от Германии в этом году были Ханнс Верре и Вулф Миттлер.

## Национальный отбор
Национальный отбор состоялся в Западном Берлине. Среди членов жюри было 10 человек, каждый из которых имел по 20 баллов и отдавал оценки от 1 до 5 понравившимся песням. Весь отбор проходил в 2 этапа.
| Номер | Артист        | Песня                            | Баллы в 1-м раунде | Баллы во 2-м раунде | Место |
| ----- | ------------- | -------------------------------- | ------------------ | ------------------- | ----- |
| 1     | Эдина Поп     | «Meine Liebe will ich dir geben» | 27                 | -                   | 6-е   |
| 2     | Тедди Паркер  | «Ich setze auf Dich»             | 18                 | -                   | 11-е  |
| 3     | Оливия Молина | «Die größte Manege der Welt»     | 20                 | -                   | 9-е   |
| 4     | Синди и Берт  | «Geh' die Straße»                | 41                 | 3                   | 2-е   |
| 5     | Марион Мерз   | «Hallelujah Man»                 | 30                 | -                   | 5-е   |
| 6     | Адриан Вулф   | «Mein Geschenk an Dich»          | 13                 | -                   | 12-е  |
| 7     | Су Крамер     | «Glaub an Dich selbst»           | 38                 | 3                   | 2-е   |
| 8     | Инга и Вулф   | «Gute Nacht Freunde»             | 38                 | 0                   | 4-е   |
| 9     | Сандра        | «Das Leben beginnt jeden Tag»    | 27                 | -                   | 6-е   |
| 10    | Свен Йенсен   | «Grenzenlos»                     | 19                 | -                   | 10-е  |
| 11    | Мэри Рус      | «Nur die Liebe läßt uns leben»   | 40                 | 4                   | 1-е   |
| 12    | Петер Хортон  | «Wann kommt der Morgen»          | 27                 | -                   | 6-е   |

## Страны, отдавшие баллы Германии
У каждой страны было по двое судей, каждый из которых оценивал песню от 1 до 5 баллов.
| Отдали Германии… | Отдали Германии…      | Отдали Германии…          | Отдали Германии…                        | Отдали Германии…                                     | Отдали Германии… |
| 9 баллов         | 8 баллов              | 7 баллов                  | 6 баллов                                | 5 баллов                                             | 4 балла          |
| ---------------- | --------------------- | ------------------------- | --------------------------------------- | ---------------------------------------------------- | ---------------- |
| Испания          | Монако Франция Швеция | Бельгия Италия Люксембург | Нидерланды Ирландия Португалия Норвегия | Финляндия Швейцария Австрия Великобритания Югославия | Мальта           |

## Страны, получившие баллы от Германии
| 9 баллов | Люксембург                                                                 |
| 8 баллов | Великобритания                                                             |
| 7 баллов | Испания Югославия                                                          |
| 5 баллов | Австрия Нидерланды                                                         |
| 4 балла  | Швеция Франция Ирландия Финляндия Швейцария Италия Монако Бельгия Норвегия |
| 3 балла  | Мальта Португалия                                                          |